# هدا، سرگودها
هدا (به انگلیسی: Hadda) یک روستا در پاکستان است که در پنجاب واقع شده‌است.